# Kronprins Hussein af Jordan
Hussein bin Abdullah (arabisk: الحسين بن عبد الله, tr. Al-Ḥusayn ibn ʿAbd Allāh, født 28. juni 1994 i Amman), er den nuværende kronprins af Jordan.
Hussein tilhører det hashimitiske dynasti og er den ældste søn af kong Abdullah II af Jordan og dronning Rania af Jordan. Han afløste sin halvonkel prins Hamzah som tronarving i 2004 og fik titlen som kronprins i 2009. Siden han nåede myndighedsalderen i 2012, har han repræsenteret den kongelige familie ved flere officielle lejligheder.